# Barocul în Transilvania

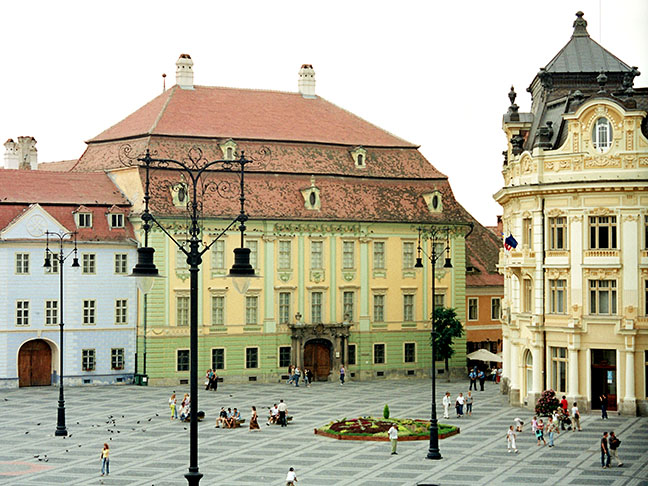
Palatul Brukenthal din Sibiu

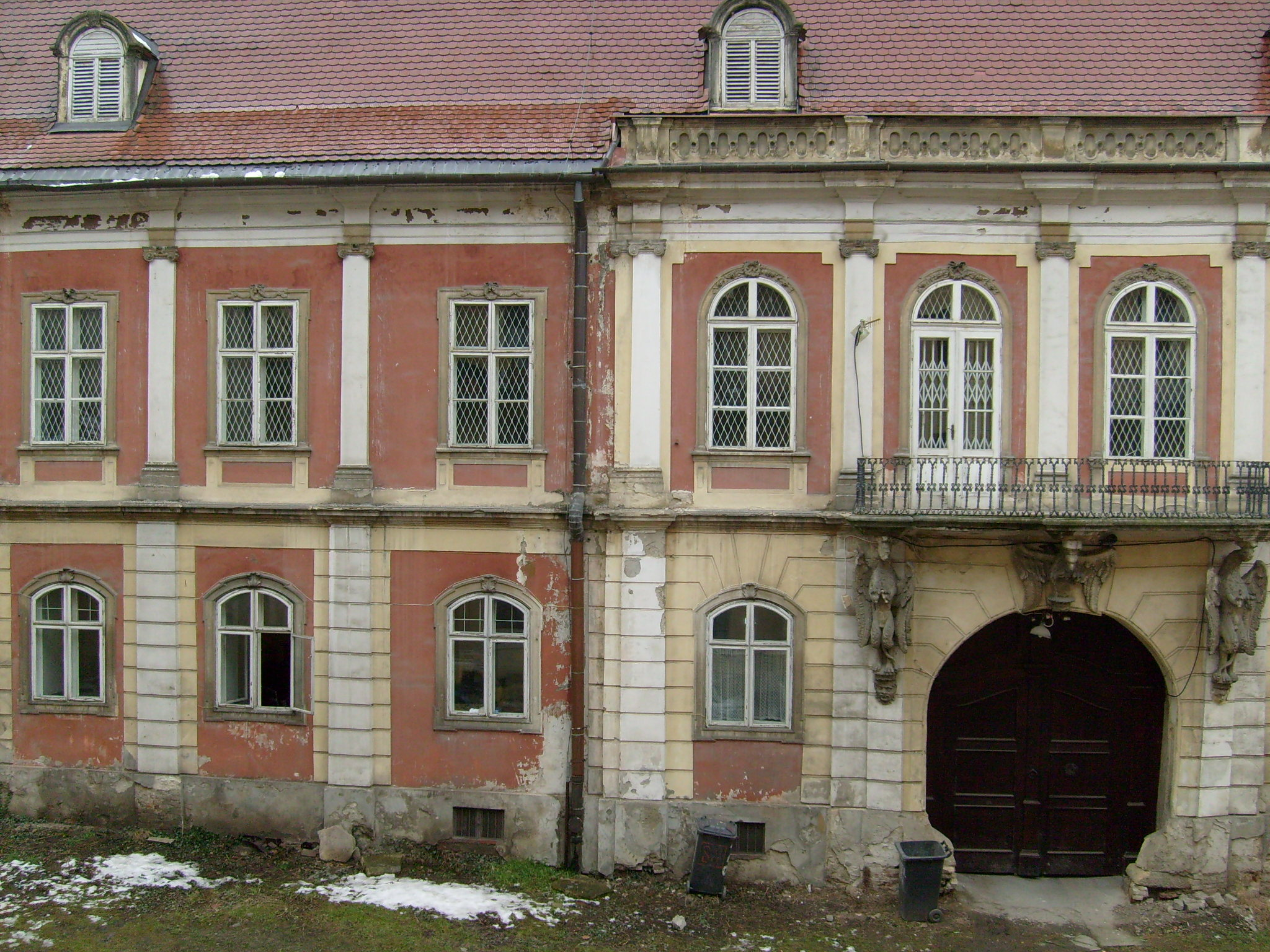
Palatul Bánffy din Cluj
(fațada de est)

Stilul baroc transilvănean s-a dezvoltat în secolele XVIII-XIX, ca urmare a integrării Principatului Transilvaniei în Imperiul Austriac, care se afla în punctul culminant al epocii  barocului austriac.
Principalele orașe cu specific baroc din Transilvania sunt Clujul, Gherla, Oradea, Târgu Mureșul, Sibiul etc., la care se adaugă centrele baroce din Banat, în primul rând Timișoara. Primul edificiu construit în stil baroc este Biserica Piariștilor din Cluj (1718-1724).

## Exemple

### Arhitectură eclezială
- Bazilica din Oradea
- Biserica Iezuiților din Cluj
- Catedrala Sfânta Treime din Blaj
- Catedrala Nașterea Sf. Ioan din Arad
- Biserica Sf. Ioan Botezătorul din Târgu Mureș
- Biserica cu Lună din Oradea
- Biserica Sf. Ladislau din Oradea
- Biserica Sfinții Petru și Pavel din Brașov
- Catedrala Sfântul Gheorghe din Timișoara

### Arhitectură laică
- Palatul Bánffy din Cluj
- Palatul Brukenthal din Sibiu
- Palatul Baroc din Oradea
- Case în stil baroc din Turda
- Casa Karácsonyi din Gherla

### Arhitectură militară
- Cetatea Alba Iulia
- Cetatea Aradului

## Galerie de imagini

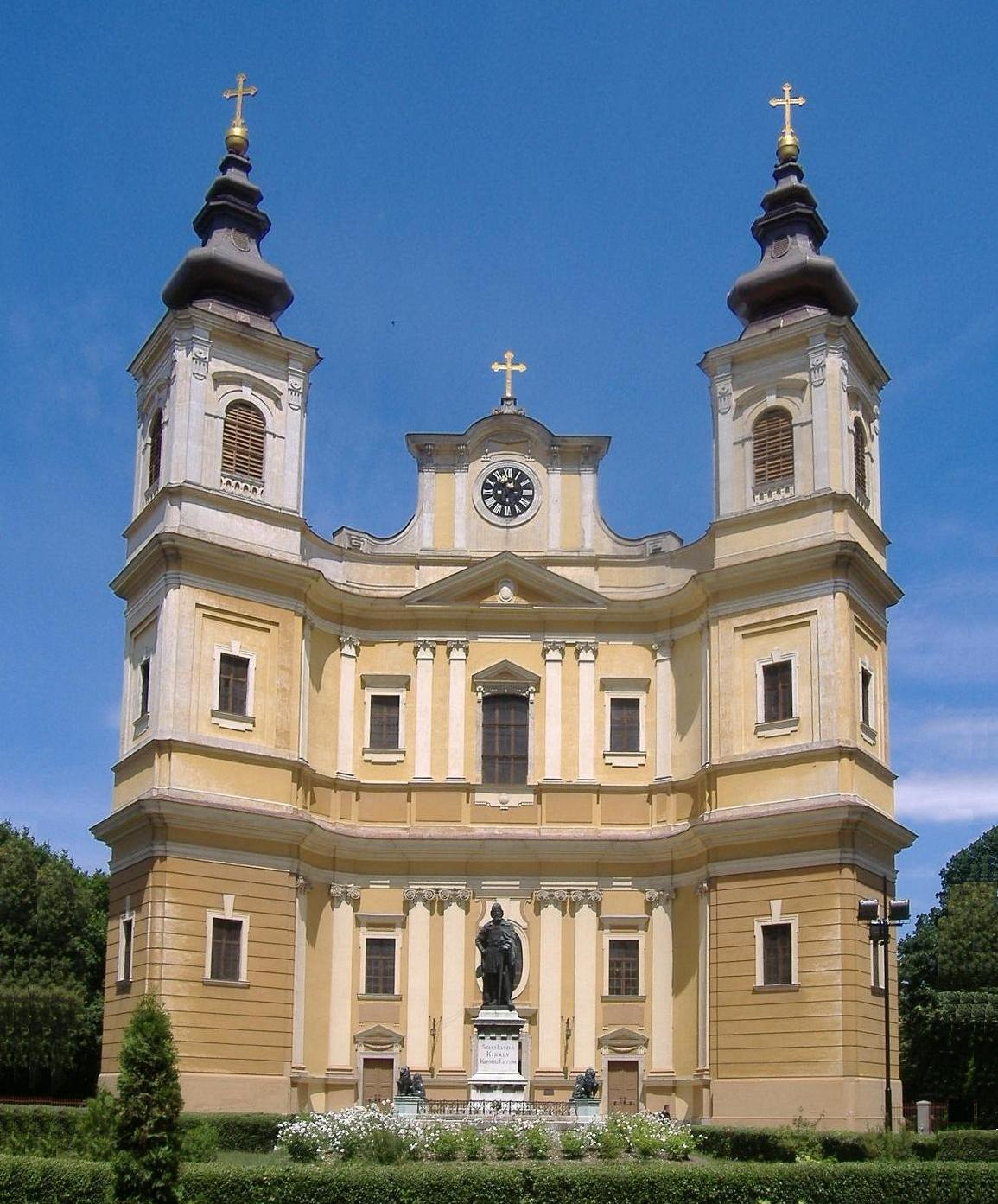
Bazilica din Oradea
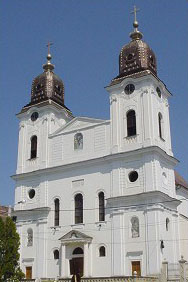
Catedrala Sfânta Treime din Blaj
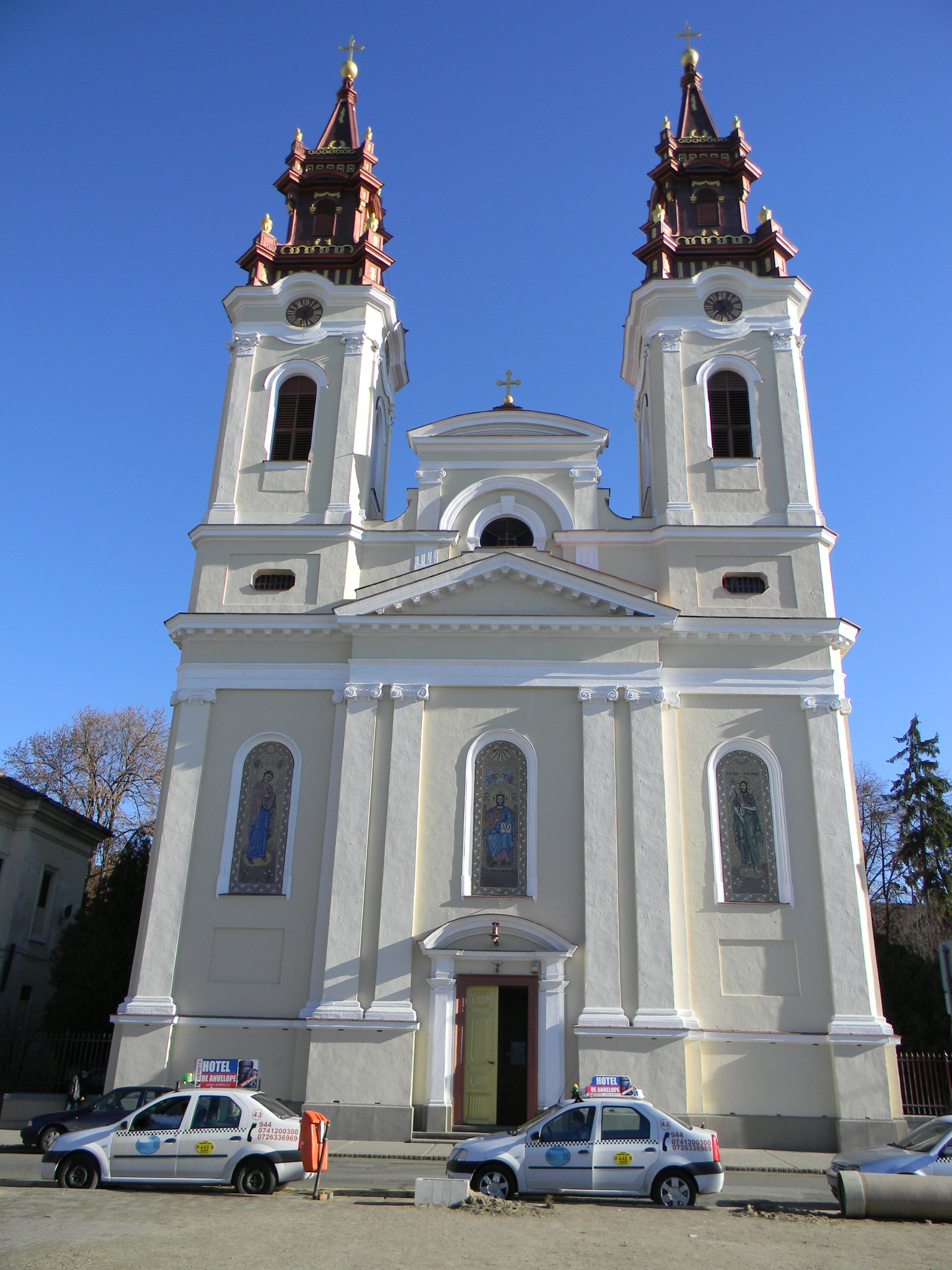
Catedrala Naşterea Sf.Ioan Botezătorul din Arad
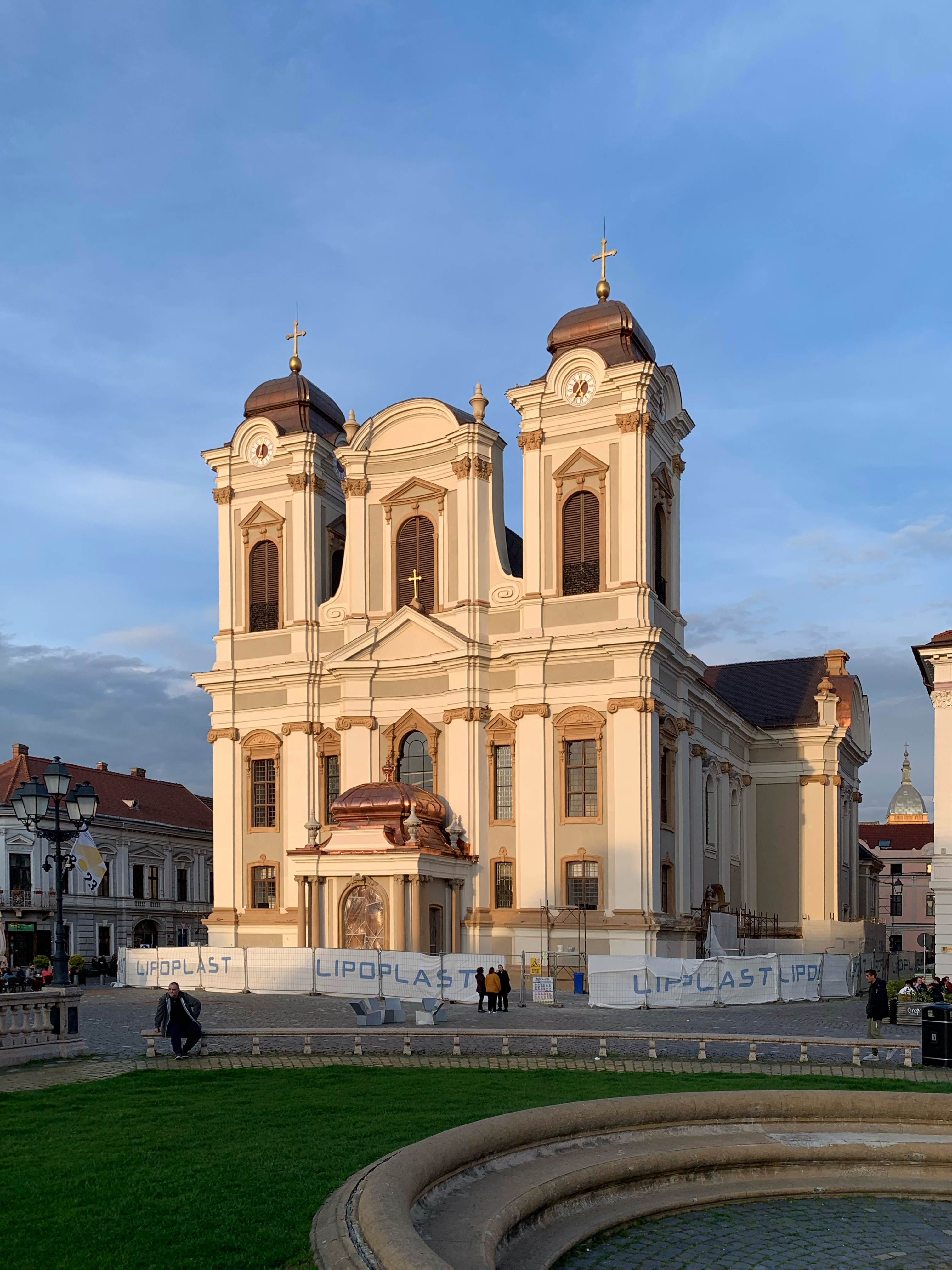
Catedrala Sf.Gheorghe din Timişoara
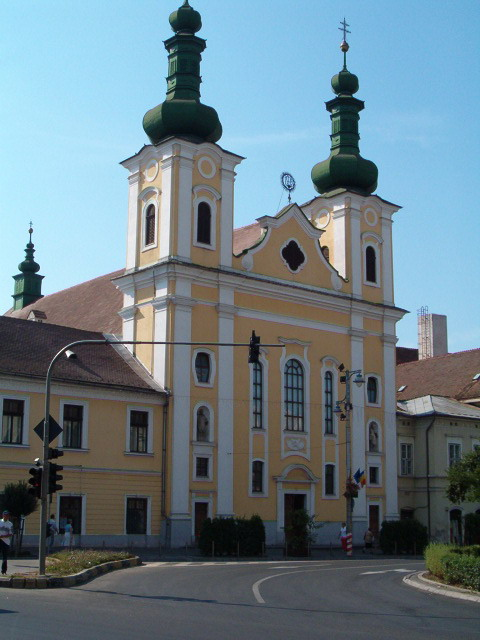
Biserica Sf.Ioan Botezătorul din Târgu Mureş
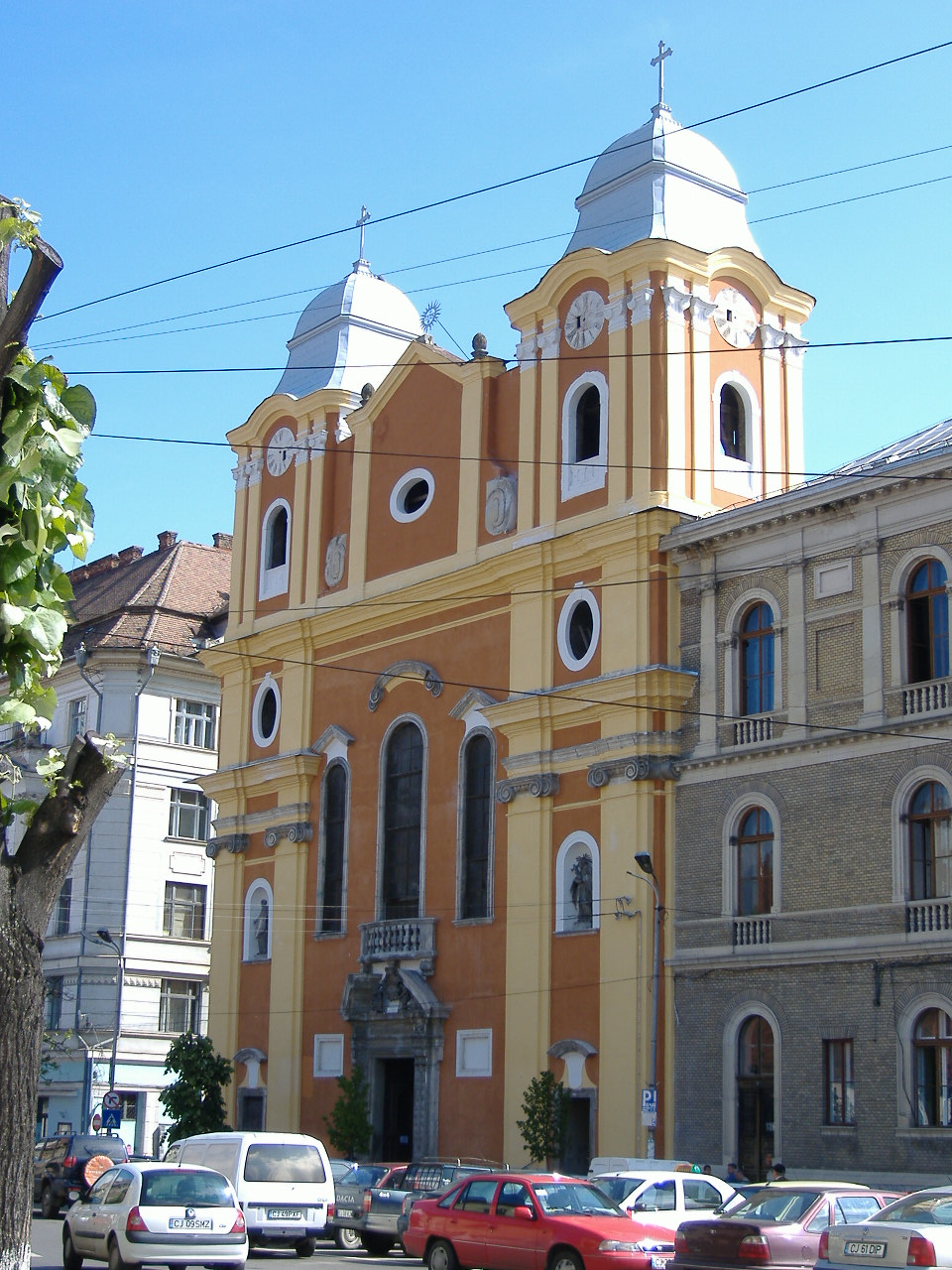
Biserica Piariştilor din Cluj
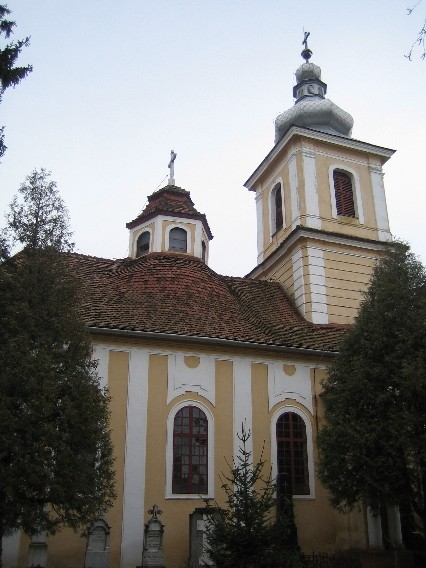
Biserica Sf.Petru şi Pavel din Sibiu
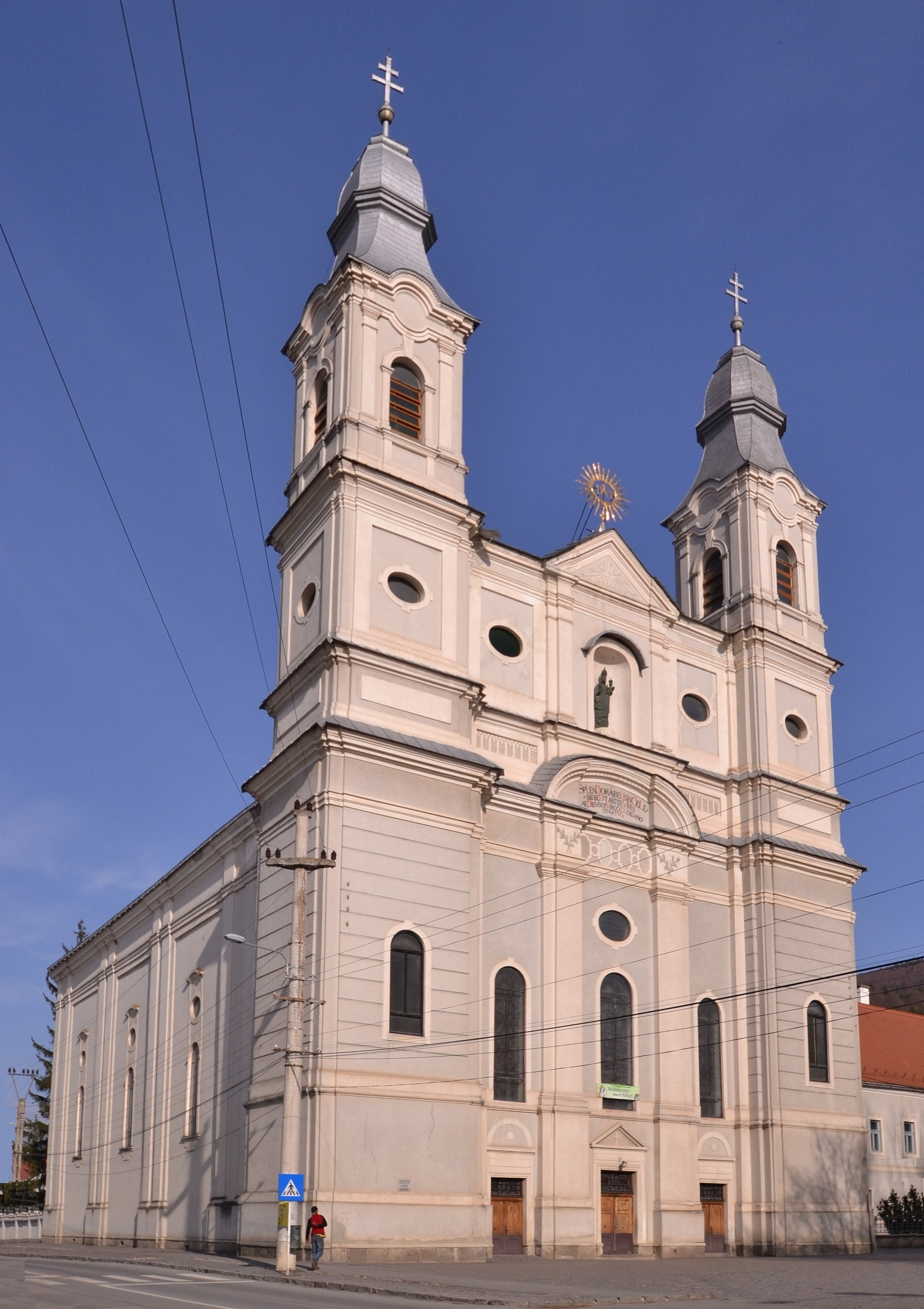
Bazilica din Şumuleu Ciuc
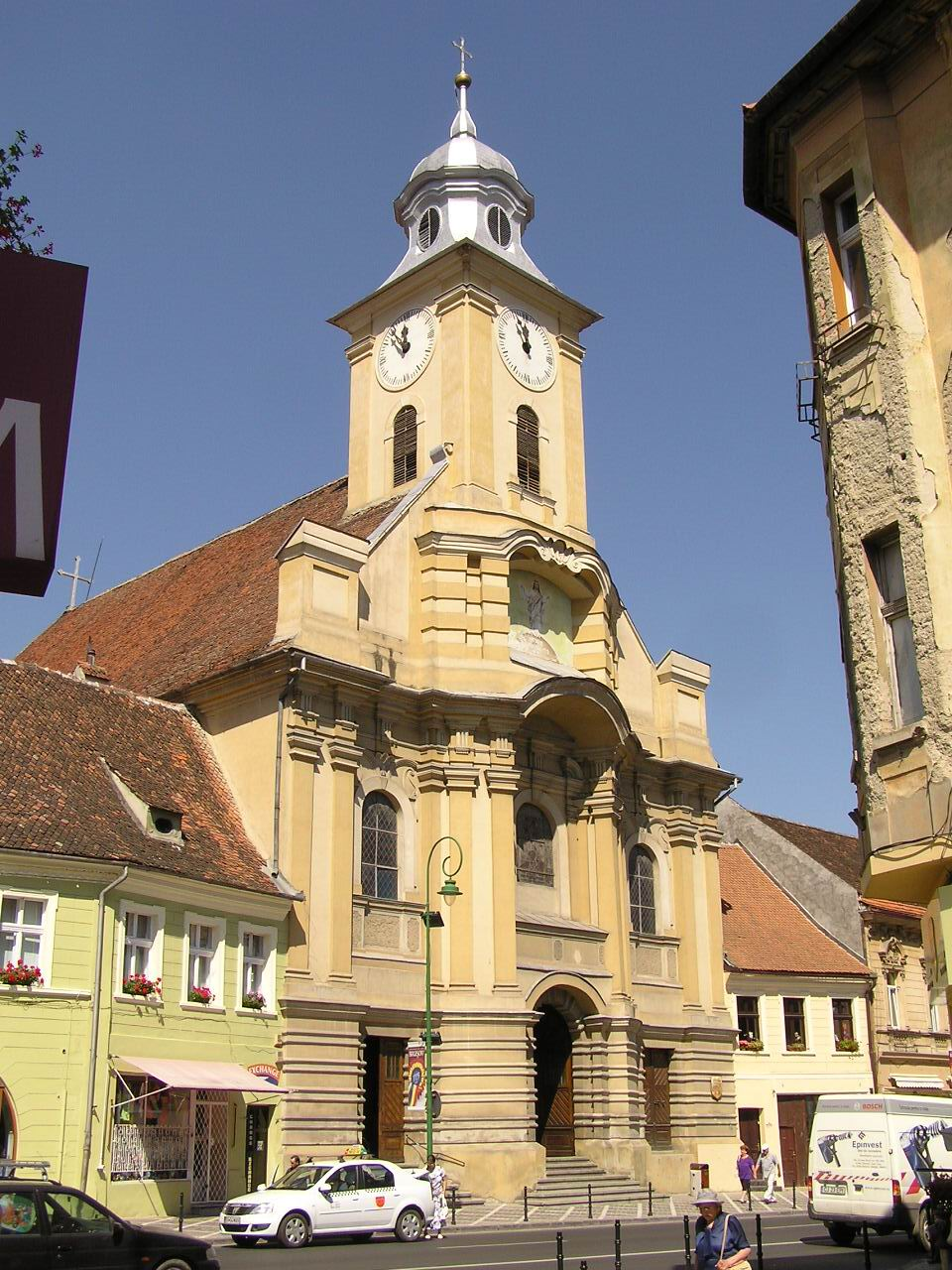
Biserica Sf.Petru şi Pavel din Braşov
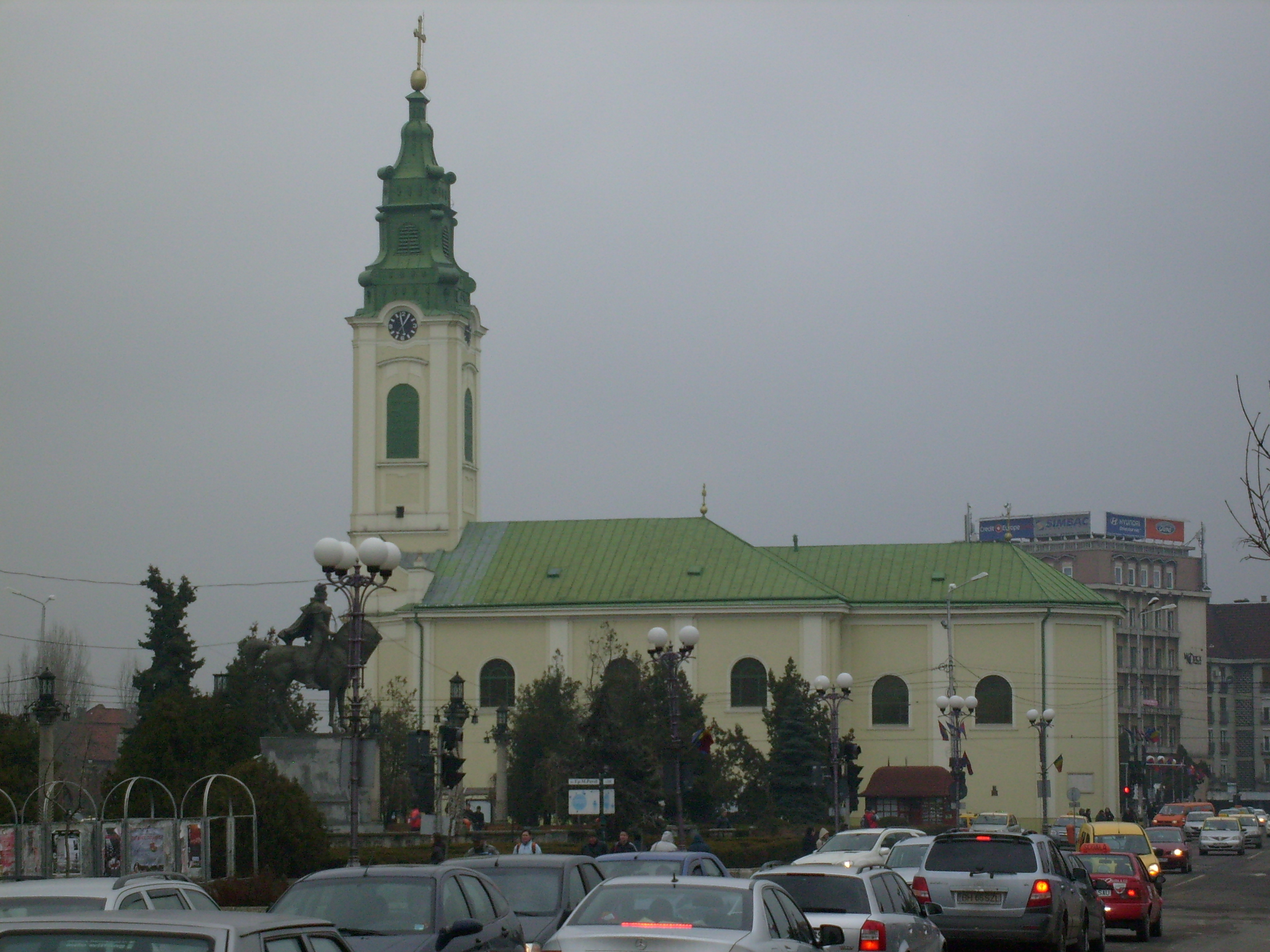
Biserica Sf.Ladislau din Oradea
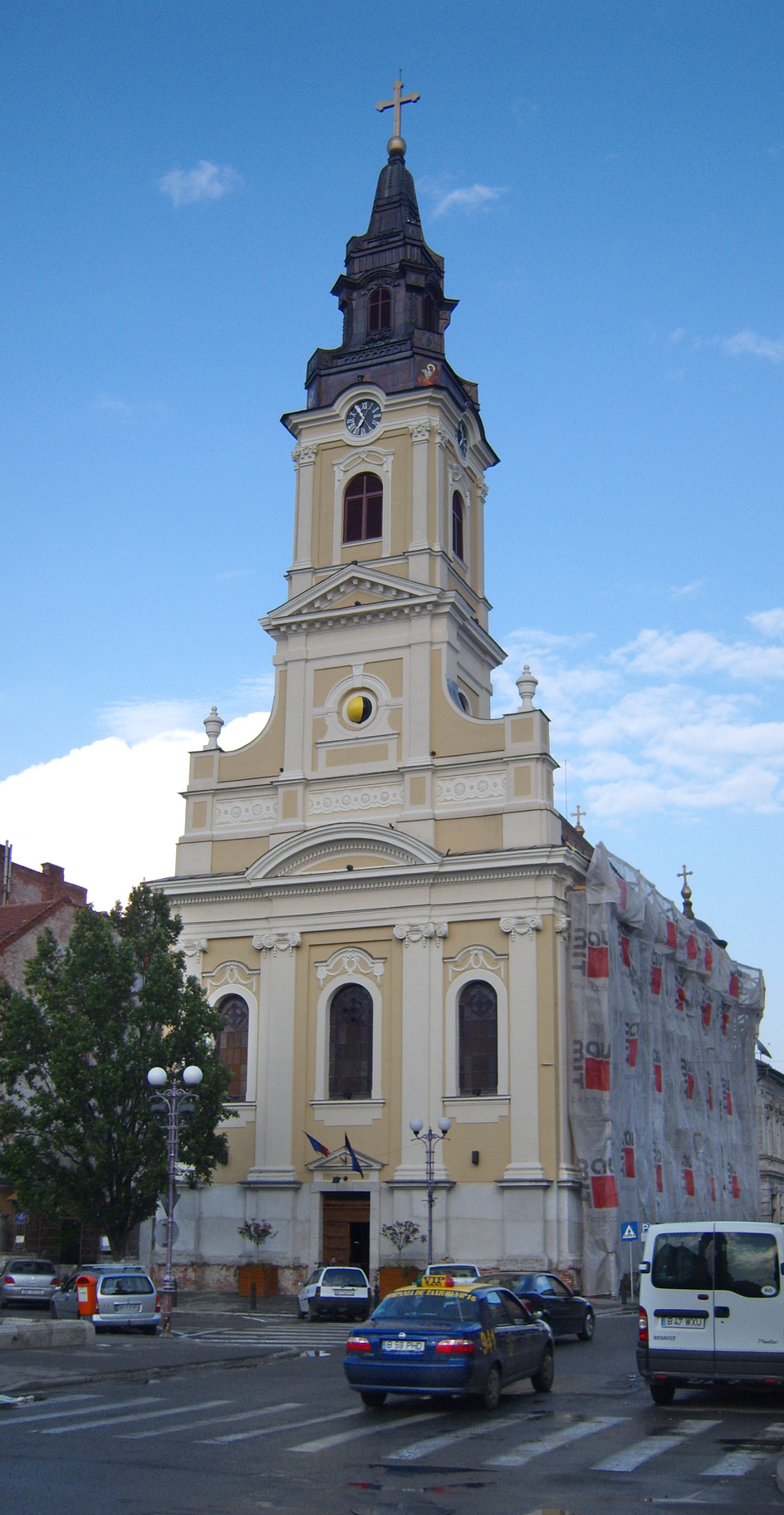
Biserica cu Lună din Oradea
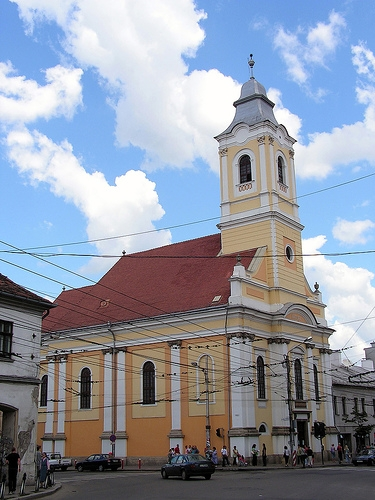
Biserica evanghelică din Cluj
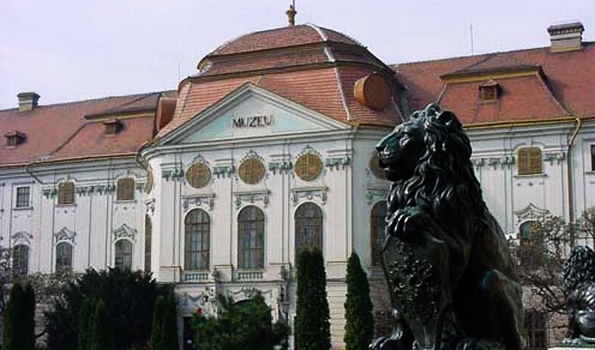
Palatul episcopal din Oradea
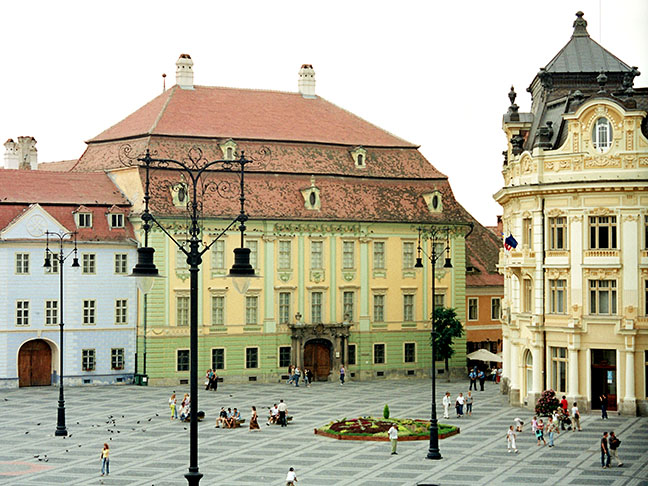
Muzeul Brukenthal din Sibiu